# 鬼宮
《鬼宮》（韓語：귀궁）是韓國SBS自2025年4月18日至6月7日間播出的金土連續劇，由《王的面孔》導演尹成植與編劇尹秀晶二度合作打造，並由《原來這就是愛啊》導演金智娟共同執導。
線上OTT平臺由Netflix、Wavve、中華電信MOD與Hami Video、Viu及Viki同步上線。

## 劇情
以架空的朝鮮王朝為背景，描述對王懷恨在心的八尺鬼，和與之對立的巫女及惡神螭龍所發生的故事。

## 演員

### 主要人物
- 陸星材（童年：鄭賢俊） 飾演 尹甲[註 4][11][12]

庶子出身的奎章閣檢書官，因忠誠聰慧倍受國王寵愛，死後肉身被強鐵所占據。
- 陸星材（附身）／金英光（真身；特別出演） 飾演 強鐵[13]

未能蛻變為龍的惡神螭龍，擁有掌控自然氣候的力量，附身於尹甲卻受困其身。
- 金知妍（童年：宋智友） 飾演 汝里[11][12]

萬神唯一的孫女，繼承奶奶的神力，拒絕成為巫女的天命，當起靉靆匠人。
- 金智勳（童年：全在熙） 飾演 李正[11][註 6]

夢想改革朝鮮王朝的天才君主，背負著先祖之罪孽，對抗與王室對立的八尺鬼。

### 王室人物
- 金相浩 飾演 風散[14][註 7]

盲人巫師。操控惡靈八尺鬼危害王室。
- 孫炳昊 飾演 金峯仁[15]

領議政，李正的外祖父。
- 韓秀妍 飾演 大妃[16]

先王的繼妃，現為王室輩份最高者。
- 韓素恩 飾演 中殿朴氏[17]

王的正妃，李爌的母親。
- 金善彬 飾演 榮璘大君（李寶）[18][註 8]

大妃之子，王同父異母的弟弟。有色無膽的暴徒。
- 崔鄭仁 飾演 吳尚宮[19]

中殿的宮女。
- 金奈允 飾演 韓尚宮

大妃的宮女。
- 李正仁 飾演 內官[20]

榮璘大君的內官。
- 朴在俊 飾演 李爌[註 9]

王和中殿之子。

### 宮內人物
- 高仁範 飾演 安石柱[註 7]

禮曹判書，與郭尚忠一同反對王改革。
- 尹承 飾演 郭尚忠

兵曹判書，武班們的領袖，反對王改革的代表人物。將尹甲殺害。
- 朴柱亨 飾演 鄭思順[註 7]

別監，忠誠於郭尚忠。

### 王的手下們
- 金吝勸 飾演 金應順[21]

尚膳，王的內官。
- 金東赫 飾演 金根厚[22]

內禁衛長，王的護衛武官。
- 韓旻 飾演 徐在日[23]

內禁衛軍官，與金根厚一同庇護王。
- 金燦午 飾演 朴相得[註 7]

王的內官，和金應順一同服侍王。

### 術師
- 吉海妍 飾演 努德[24]

汝里的外祖母，擁有傑出靈力的通靈者。
- 李原種 飾演 迦葉僧人[16]

引導附身之靈升天的佛教驅魔儀式大師。
- 禹尚全 飾演 盧僧人

看似沒牙齒又癡呆的老人，實為擁有神靈氣運的僧侶，為迦葉僧人的師父。
- 趙漢傑 飾演 螭龍畢比[25]

強鐵的弟弟，只要吃了100個花甲之年以上、充滿罪惡貪婪的兩班貴族靈魂，便能再次升天。

### 其他人物
- 安內相 飾演 崔原優[註 10][26]

前左議政，大妃的五等親外堂叔。
- 車清華 飾演 英琴[27]

尹甲的母親。
- 申瑟琪 飾演 崔仁善[28]

崔原優的女兒，對尹甲一見鍾情。
- 韓昇彬 飾演 世願[29]

風散的僕人，也是左右手兼行動隊長。
- 奇恩秀 飾演 莫今

崔仁善的丫鬟。
- 白在進 飾演 方直

尚衣院的匠人。
- 吳恩書 飾演 尹佳媛

強鐵和汝里的女兒。
- 韓多率 飾演 櫻桃[30]

中殿的宮女，被風散收買將骷髏放入中殿枕中。
- 崔圭真 飾演 李花城[31]

豪平大君的第五代孫。

### 鬼神
- 徐道永 飾演 八尺鬼[32][33]

身高八尺的惡鬼，對王室有著深沈怨恨的恐怖怨鬼。生前為一百年前御營廳護衛武官千金輝，靈魂與遭屠殺的龍潭谷居民冤屈融合爲集合體。
- 宋修而 飾演 溺死鬼（玉林）[註 11][34]

住在中宮殿後院水井裡，有著詭異面貌的水鬼。生前為宮女玉林，被榮璘大君強暴後投井自盡。
- 李泰劍 飾演 獨腳鬼[35]

頭頂斗笠、身著蓑衣的獨腳鬼。生前為崔原優的冊儈長言守，因偷竊藏匿光暗文集向崔原優勒索而被殺害。
- 朴多溫 飾演 夜光鬼

透過偷了小孩的鞋，偷走鞋子主人氣運的小孩鬼。雖然自認很會數數，但最多只能數到4而已。
- 金俊元 飾演 方莫石[36]

住在骯髒江水裡的水鬼。生前為外居奴婢，十年前遭洪水滅頂而亡，頭顱滾至江邊的腐水裡。

### 特別出演
- 金基里 飾演 醫官

惠民署醫官。
- 宋在喜 飾演 憲宗大王[37]

朝鮮王朝的先王，李正的父親，十三年前遭八尺鬼附身折磨致死。
- 李奎翰 飾演 衍宗大王[38]

李正的祖先，一百年前為求自保逃至龍潭谷，不惜挑起戰爭屠殺當地村落百姓的暴君。
- 宋英奎 飾演 崔吉相[39]

崔原優的祖先，光暗文集的作者。

## 製作
2024年4月18日，宣布本劇已進入前期製作及劇本初期創作階段，預計於同年7月開始拍攝。5月10日，韓國媒體報導確認陸星材與金知妍擔任主演。7月19日，確認金智勳加入主演陣容；同日，確認金英光參與特別演出。8月22、23、26、28日，金相浩、吉海妍、孫炳昊、申瑟琪相繼確認演出。10月17、25日，韓素恩、金吝勸確認演出。11月5日，車清華確認演出。2025年1月12日，確認宋智友參與特別演出。3月31日，崔鄭仁確認為演出陣容。4月2、16、17、18日，金善彬、宋修而、李正仁、韓昇彬、韓敏、金東赫相繼確認為演出陣容。

## 發行
2024年12月21日，於SBS演技大賞首次公開特別預告。2025年3月6日，釋出首次劇本閱讀現場照。同月13、21、26日，分別發布預告海報、首支預告及主海報。4月4、9、11日，分別發布第二支預告、特別預告及第三支預告。17日，舉行製作發表會，導演尹成植、主演陸星材、金知妍與金智勳出席。

## 原聲帶
- Part.1（發行日期：2025年4月25日）[49]

| 曲序 | 曲目                    | 演唱   |
| ---- | ----------------------- | ------ |
| 1.   | You Better Run          | 鄭東河 |
| 2.   | You Better Run（Inst.） |        |

- Part.2（發行日期：2025年5月9日）[50]

| 曲序 | 曲目                                  | 演唱   |
| ---- | ------------------------------------- | ------ |
| 1.   | 成為你的庇蔭（내가 너의 그늘이 되어） | K.Will |
| 2.   | 成為你的庇蔭（Inst.）                 |        |

- Part.3（發行日期：2025年5月16日）[51]

| 曲序 | 曲目                         | 演唱   |
| ---- | ---------------------------- | ------ |
| 1.   | Rebloom（다시 필 수 있도록） | 孫泰辰 |
| 2.   | Rebloom（Inst.）             |        |

- Part.4（發行日期：2025年5月23日）[52]

| 曲序 | 曲目                                 | 演唱   |
| ---- | ------------------------------------ | ------ |
| 1.   | Always Behind You（돌아보면 언제든） | 羅允權 |
| 2.   | Always Behind You（Inst.）           |        |

- Part.5（發行日期：2025年5月30日）

| 曲序 | 曲目                    | 演唱   |
| ---- | ----------------------- | ------ |
| 1.   | Dreamy walk（둥실걸음） | 宋素喜 |
| 2.   | Dreamy walk（Inst.）    |        |

## 分集列表
| 集數 | 標題                              | 首播日期      | 時長   | 南韓收視人數 （百萬） |
| --- | --------------------------------- | ------------- | ------ | --------------------- |
| 1 | 재주 있는 처녀                    | 2025年4月18日 | 65分鐘 | 1.733                 |
| 螭龍強鐵修煉千年，在升天之際，被人類嬰孩目睹沾染晦氣，未能成龍淪為惡神，千百年來不斷折磨人類，並覬覦以汝里的純淨神力再次升天。汝里認為奶奶努德之死是強鐵所為，對其越發憎惡。十三年後，汝里拒絕成為巫女，以靉靆（眼鏡）工匠身分過著平凡的生活，但她仍無法對冤靈坐視不管，將使崔原優之女崔仁善重病不起的獨腳鬼驅離。國王李正之元子李爌因不明原因陷入癲狂。尹甲以李正需製作靉靆為由，試圖將擁有靈力的汝里帶回宮中治癒元子。兩人前往漢陽的途中，尹甲被李正的政敵領袖郭尚忠殺害，肉身被強鐵占據、魂魄迷失遊走。強鐵發現自己無法脫離尹甲的身體，為救欲找回警鬼石的汝里，兩人一同墜下懸崖。       |                                   |               |        |                       |
| 2 | 강철이 간 데는 가을도 봄이라      | 2025年4月19日 | 59分鐘 | 1.580                 |
| 汝里在宮中甦醒，她以為尹甲是被強鐵所傷，在看到其身上的刀傷後感到困惑。強鐵以強大能力快速恢復，初次沈浸於人類五感的美妙、陶醉於美食之中。溺死鬼玉林模仿尹甲的聲音，將汝里引誘至井邊對其襲擊，強鐵不顧負傷跳入井裡解救汝里。汝里一心想找回尹甲在宮中遊蕩的魂魄。國王李正告訴汝里自己不需製作新的靉靆，這與尹甲所述不同，她發現李正擁有以雌警鬼石製成的靉靆。強鐵為脫離尹甲的身體做出許多荒誕舉動，汝里對其行徑感到憤怒。汝里為尋找尹甲再次召喚玉林，祂說如果汝里見到尹甲將會招致死劫，因為其靈魂已被八尺鬼吞噬，而八尺鬼正附於元子李爌身上。                                                 |                                   |               |        |                       |
| 3 | 八尺鬼 팔척귀                     | 2025年4月25日 | 64分鐘 | 1.696                 |
| 汝里以祈禱召喚尹甲，卻眼睜睜看著尹甲回到人間的魂魄再次被八尺鬼拖走，強鐵出現才阻止她免於危險。大妃與風散合謀讓八尺鬼附身並折磨元子李爌之身，好讓王子榮璘大君上位。汝里為救尹甲與溺死鬼玉林交換條件，幫助祂向害死自己的榮璘大君報復雪恨。國王李正懷疑郭尚忠為刺殺尹甲的幕後黑手，強鐵卻假裝不認得他；李正測試尹甲是否失憶，強鐵對其表現出傲慢無視禮法的態度。汝里從李正的靉靆取下警鬼石，以自身為餌召喚八尺鬼，成功引來被其附身的李爌，在汝里危急之際，強鐵出手營救。李正聽聞李爌消息後率領禁衛軍前來，強鐵為汝里擋下攻擊，她趁勢成功驅魔，逃脫的八尺鬼卻燒毀儀式結界，轉而附於李正的身上。 |                                   |               |        |                       |
| 4 | 夜光珠 야광주                     | 2025年4月26日 | 59分鐘 | 1.704                 |
| 強鐵和被八尺鬼附身的國王李正鬥劍，祂以體內的夜光珠與汝里的驅魔合力趕走八尺鬼。汝里為強鐵包紮箭傷，祂對初次感受的情感不知所措。汝里自認能力不足以打敗八尺鬼救回尹甲，祈求此前被拒絕侍奉十三年的強鐵成為自己的身主神，祂對她突然轉變的態度感到氣憤。李正發現先前汝里召喚八尺鬼之地有再次進行祭祀儀式的痕跡，憤而將她和強鐵逐出京城，實則為強鐵欲讓汝里遠離宮廷和八尺鬼的詭計。然而她決定去見迦葉僧人，取回奶奶留下的強大巫具。強鐵在途中保護汝里免於虎患，她這才發覺原來強鐵多年來一直默默守護著她，之後兩人遇見盧僧人與迦葉僧人。榮璘大君爛醉地在宮中遊蕩被八尺鬼捉住，這幕被玉林所目睹。   |                                   |               |        |                       |
| 5 | 팔척귀를 돕는 자가 있다.          | 2025年5月2日  | 64分鐘 | 1.615                 |
| 八尺鬼為恢復先前因戰鬥耗損的力量，親手將榮璘大君殺害。迦葉僧人告訴強鐵欲打敗八尺鬼，祂必須犧牲自己、耗盡所有夜光珠的力量。強鐵答應汝里成為她的身主神，並承諾打敗八尺鬼，當晚兩人舉行迎神儀式，交換長命縷和玉戒指為供品和信物。他們回到京城外圍被國王的禁衛軍徐在日發現，急忙躲進崔仁善的轎子中，汝里因強鐵情不自禁的舉動嚇得發出驚呼而被抓住。徐在日奉中殿之命帶兩人回宮，汝里在榮璘大君的寢所發現不祥符咒；李正見到兩人後大為震怒，在中殿出面求情後才改變心意。李正與強鐵和汝里合力計畫消滅八尺鬼，決戰時夜明珠雖短暫發揮效用，八尺鬼卻以強大力量擊退強鐵，並突破汝里的佈陣。             |                                   |               |        |                       |
| 6 | 베개 속의 두개골                  | 2025年5月3日  | 65分鐘 | 1.572                 |
| 強鐵、汝里和國王李正聯手對抗八尺鬼陷入苦戰，使用雲月圖和警鬼石才勉強將其趕走。汝里得知過去將雌警鬼石送給李正的正是自己的奶奶努德。大妃和風散得知中殿懷有身孕後，密謀犧牲其腹中胎兒來恢復八尺鬼的能量。強鐵的弟弟螭龍畢比現身，並告訴強鐵只要殺死尹甲的身體，便能脫離這副肉身，然而祂無法背叛與汝里的約定。強鐵的力量因困在人類肉身逐漸衰弱，對無法打敗八尺鬼的自己感到失望。祂意識到自己對汝里的感情，卻只能以謊言延長待在她身邊的時間。中殿受惡夢纏身，汝里在其枕頭裡發現放有符咒的骷髏頭，並使用明斗召喚出作祟的惡靈水鬼莫石，以出乎意料的強大力量對強鐵和汝里發動攻擊。                 |                                   |               |        |                       |
| 7 | 煞 살                             | 2025年5月9日  | 66分鐘 | 1.777                 |
| 汝里被水鬼莫石攻擊中了煞，強鐵因擔心背著她走，她感到心動慌亂。國王李正為查明將骷髏放入中殿枕中的兇手，將所有宮女抓捕審問，而真兇是宮女櫻桃，她最終被封口吃下紙條毒殺。汝里打探在宮中貼上召鬼符咒的人，她抓住在夜晚偷走小孩鞋子的夜光鬼，成功問出線索。中殿被潛入其惡夢的莫石襲擊中煞病危，李正見狀緊急欲尋求汝里協助，情急下親自前往大妃殿將其帶回，但已中煞的汝里卻感到不適昏厥過去。焦急的強鐵提出讓李正為餌引誘莫石，他為救中殿決定答應。在日出時李正以鮮血引出莫石，卻被猛地拖入河中。汝里看見強鐵被莫石襲擊的畫鏡，意識到這是莫石設下的陷阱，她拖著虛弱之身奮力前往阻止。             |                                   |               |        |                       |
| 8 | 臭嘴子 아구지                     | 2025年5月10日 | 66分鐘 | 1.794                 |
| 強鐵和李正成功制伏水鬼莫石，祂在腐水中戰力削弱不慎中煞。趕來的汝里進行淨化儀式，成功化解了煞，她情不自禁抱住恢復意識的強鐵。汝里和強鐵來到莫石的家鄉，讓祂和女兒做最後的告別，莫石消除怨恨後，揭露指使自己的是叫作「臭嘴子」的盲人術士。強鐵故意下起雷雨，好讓疲憊的汝里在客棧歇息，祂向她表白心意，她對於自己的感情感到困惑。李正向汝里詢問努德的死因，讓她想起害死奶奶的強鐵，開始對祂冷淡疏遠。夜光鬼告訴汝里，努德去世前曾在宮中舉行驅趕八尺鬼的儀式，而李正坦露先王曾被八尺鬼附身，她才驚覺殺死奶奶的不是強鐵，而是八尺鬼。操控風散危害王室的幕後主使是李正的外祖父兼領相金峯仁。     |                                   |               |        |                       |
| 9 | 13年前 13년 전                    | 2025年5月16日 | 61分鐘 | 1.998                 |
| 十三年前金峯仁和風散操控八尺鬼附身於先王，試圖推翻王室。得知奶奶死亡真相的汝里，質問強鐵為何多年來被誤會為兇手卻不解釋。強鐵不知該如何安慰傷心的汝里，請求畢比幫忙照顧她。金峯仁與郭尚忠合謀，並綁架尹甲母親英琴。汝里出門遇上金峯仁假借製作靉靆的請求，卻遭到襲擊，畢比及時出手解圍。強鐵收到英琴的綁架信後前往營救，神力卻對持有護身符咒的郭尚忠起不了作用，所幸畢比再次出手幫助。回到家後，強鐵欲為汝里清理傷口，她崩潰地推開祂的手，告白因奶奶仍受八尺鬼折磨而心痛不已，內心卻慶幸害奶奶變成這樣的不是強鐵，也不必再愧疚於自己被祂深深吸引，強鐵為汝里拭去淚水，以吻安慰她。           |                                   |               |        |                       |
| 10 | 악귀는 없다                       | 2025年5月17日 | 61分鐘 | 1.893                 |
| 強鐵和汝里在初吻後確認了關係。畢比看著初次陷入愛情的強鐵，擔心祂會受到傷害且無法升天而感到不滿。強鐵與汝里與國王李正再次合作，她說八尺鬼並非惡鬼而是怨鬼，唯有找出其真實身分並為其雪恨，才能解決問題。強鐵拿走汝里的明斗，用其破解郭尚忠的護身符咒，讓畢比飽餐一頓，為尹甲復仇。強鐵花了三個月的俸祿，為汝里和英琴買了花鞋和髮髻。迦葉僧人和盧僧人來到京城，歸還汝里先前遺失的警鬼石。風散和僕人世願綁架了汝里，追趕而來的強鐵來到盲廳尋找風散，並發現了八尺鬼的祠堂，卻被八尺鬼附身的風散襲擊，八尺鬼說在一百年前看到未能升天墜落地面的強鐵，並說祂的敵人並不是自己，而是王室的血脈。     |                                   |               |        |                       |
| 11 | 畢比 비비                         | 2025年5月23日 | 63分鐘 | 1.605                 |
| 被八尺鬼附身的風散在攻擊強鐵後逃走，強鐵將汝里從祠堂救出。強鐵以明斗幫助畢比捕食壞人，卻被汝里發現並阻止，讓畢比對她越發厭惡。對金峯仁心存懷疑的李正前去向大妃揭發風散的真面目，之後大妃意識到是自己將榮璘大君獻祭給八尺鬼而悔恨不已。強鐵、汝里和李正推測八尺鬼懷恨在心的是一百年前的衍宗大王，他們決定前往龍潭谷拜訪可能知曉此事的崔原優。強鐵因汝里開始婉拒幫助畢比捕食，這讓畢比認為自己被拋棄而勃然大怒。畢比因此被狡猾的風散矇騙，助其引誘汝里和強鐵來到八尺鬼的祠堂，然而風散的真正目的是奪取螭龍的夜光珠，畢比為保護強鐵，被八尺鬼取出夜光珠並吸收，畢比最終在強鐵懷中消散殆盡。   |                                   |               |        |                       |
| 12 | 光暗文集 광암문집                 | 2025年5月24日 | 61分鐘 | 1.819                 |
| 強鐵因畢比的死悲痛欲絕，讓英琴、國王李正和尚膳金應順等人都擔心不已。李正得知外祖父金峯仁的真面目後，心情雖複雜悲傷，卻在查出種種證據後不得不面對真相，之後金峯仁在受李正召見時，無恥地吐露自己的種種罪行，李正當即下令將金峯仁處刑。他在途中逃脫前往要求風散殺了李正，卻被附身的八尺鬼殺害。強鐵、汝里和李正回到龍潭谷調查一百年前的線索。崔仁善再次被獨腳鬼附身引發混亂，崔原優坦承獨腳鬼是五年前被自己殺害的冊儈長言守。崔原優獨自前往當年事發的倉庫，尋找被長言守藏匿、紀錄王室重大秘密的光暗文集，並在找到後試圖將書燒毀，但被強鐵發現阻止。八尺鬼吐出尹甲的魂魄，密謀著可怕的計劃。   |                                   |               |        |                       |
| 13 | 歸魂 귀혼                         | 2025年5月30日 | 60分鐘 | 1.690                 |
| 一百年前，衍宗大王在戰敗後被敵軍追殺，武將千金輝建議前往自己的家鄉龍潭谷避難，衍宗大王卻從另一路線逃脫，將敵軍誘至龍潭谷，最終當地村民全葬身火海，千金輝與村民的怨恨交織成為八尺鬼。汝里看見尹甲的靈魂，強鐵猜測是八尺鬼刻意為之的陷阱。迦葉僧人送給強鐵、後轉送給崔仁善的錦雞兒花盆，數十年來初次結出花苞，只要螭龍服下錦雞兒花瓣，便能起到夜光珠不被奪取之效，幫助其至力量消耗殆盡。汝里為獨腳鬼長言守進行薦度儀式，在崔原優的誠摯懺悔下化解怨恨。尹甲看到自己的肉身和身邊的人被強鐵奪走，感到悲痛憤恨。安石柱在風散的利誘下引來強鐵，祂發現中計卻為時已晚，之後尹甲的魂魄回到體內。     |                                   |               |        |                       |
| 14 | 警鬼石 경귀석                     | 2025年5月31日 | 60分鐘 | 1.745                 |
| 眾人對尹甲的歸來感到高興，亦不禁想念消失的強鐵。尹甲向汝里為當初將其帶至宮中的謊言致歉。風散要脅尹甲對國王李正的警鬼石潑上消除神力的酒，他強硬地拒絕。汝里的祈禱使寄宿在尹甲體內的強鐵再度甦醒，祂與尹甲爭吵爭奪肉身，風散再度施法將祂壓制。尹甲受盡折磨痛苦不已，不得已服從於風散，卻在動手時受自身意念所阻止，靈魂再度離開肉身，他為免再被利用淪為惡靈，懇求汝里為自己薦度。尹甲在迦葉僧人與汝里的幫助下洗淨靈魂，與眾人告別前往天堂。來到為八尺鬼薦度之日，李正將警鬼石送給中殿，強鐵喝下錦雞兒花水預做準備。然而決戰之時卻發生意外，八尺鬼附身鄭思順發動攻擊，一劍刺向中殿的腹部。     |                                   |               |        |                       |
| 15 | 附身 빙의                         | 2025年6月6日  | 63分鐘 | 1.756                 |
| 中殿被八尺鬼殺害，國王李正悲痛欲絕，下令在翌日日出時將風散及同夥斬首。李正在夢中見到被八尺鬼附身的自己，並得知一百年前先祖的所作所為、千金輝與龍潭谷百姓們犧牲慘死的種種，他從夢中醒來後便被八尺鬼附身。風散等人處刑之日，被附身的李正下令停止處決，轉而下令追捕強鐵和汝里，他們在徐在日的幫助下逃脫，前往尋求崔原優的協助。大妃得知處刑停止憤而前往質問李正，卻見到被召至宮中、在其身旁的風散，而李正原先的手下尚膳金應順、侍衛金根厚均被趕走。強鐵和汝里將可能先遭到八尺鬼殺害的元子接來以策安全。八尺鬼發現強鐵、汝里和元子都躲藏在崔原優家中後，立刻率軍前往，而強鐵現身與其對峙。     |                                   |               |        |                       |
| 16 | 螭龍飛向何方 이무기가 날아간 곳은 | 2025年6月7日  | 65分鐘 | 2.078                 |
| 被八尺鬼附身的國王李正，在被強鐵襲擊後撤回王宮。汝里支開強鐵獨自回到宮中，決定賭上性命召喚火鬼差使，親手了結八尺鬼，卻因風散在背後阻撓導致失敗，趕來的強鐵吞下所有錦雞兒花瓣，耗盡夜光珠的力量擊敗八尺鬼後倒下。汝里為八尺鬼舉行薦度儀式，在李正真心懇切的道歉下化解其根深蒂固的怨恨，變回生前千金輝和龍潭谷人們的模樣，ㄧ同渡過三途川。被八尺鬼吞噬多年的努德歸來與汝里道別。跑路的風散被強鐵以雷擊活活打死。眾人準備安葬死去的尹甲肉身，原以為消失的強鐵卻從棺材中甦醒，祂在與玉皇大帝交涉後放棄了升天，選擇回到人間與汝里共度平凡幸福的生活，多年後兩人育有繼承強鐵力量的可愛女兒。     |                                   |               |        |                       |

## 迴響

### 收視率
《鬼宮》於2025年4月18日在韓國地上波SBS開播，首集取得9.2%的收視率，瞬間收視率最高達10.7%，高於前兩檔作品《我的完美秘書》、《寶物島》的開播收視率，成為截至當時，2025年開播收視率最高的SBS電視劇，並高於同屬地上波的MBC於同時段播映的金土劇《芭妮與哥哥們》，以及KBS 2TV的綜藝節目《The Seasons：朴寶劍的Cantabile》。第2集收視率下跌至8.3%，瞬間收視率最高達10.3%；第9集的20至49歲收視達3.1%，最終第16集則創下自身最高收視率11.0%，分段收視率最高達12.3%，且全劇16集均位居同時段收視率冠軍。
與其他同期播映的週末劇相比，本劇收視率除了高於《芭妮與哥哥們》和接檔該劇的《孟教練的惡評者》、《勞務師盧武鎮》外，也高於綜合編成頻道的JTBC土日劇《比天堂還美麗》、《健將聯盟》，以及有線電視的tvN土日劇《機智住院醫生生活》、《未知的首爾》；僅低於同屬地上波的KBS 2TV週末劇《拜託老鷹5兄弟！》。播出期間，共計5週躋身韓國地上波週間收視率第4名、3週爬升至第3名。
| 季數 | 季數 | 每季集數 | 每季集數 | 每季集數 | 每季集數 | 每季集數 | 每季集數 | 每季集數 | 每季集數 | 每季集數 | 每季集數 | 每季集數 | 每季集數 | 每季集數 | 每季集數 | 每季集數 | 每季集數 |
| 季數 | 季數 | 1        | 2        | 3        | 4        | 5        | 6        | 7        | 8        | 9        | 10       | 11       | 12       | 13       | 14       | 15       | 16       |
| ---- | ---- | -------- | -------- | -------- | -------- | -------- | -------- | -------- | -------- | -------- | -------- | -------- | -------- | -------- | -------- | -------- | -------- |
|      | 1    | 1.733    | 1.580    | 1.696    | 1.704    | 1.615    | 1.572    | 1.777    | 1.794    | 1.998    | 1.893    | 1.605    | 1.819    | 1.690    | 1.745    | 1.756    | 2.078    |

| 集數 | 標題         | 播出日期      | 尼爾森全國收視率 | 尼爾森全國收視率 | 尼爾森首都圈收視率 | 尼爾森首都圈收視率 |
| 集數 | 標題         | 播出日期      | 家庭戶比例       | 人數（百萬）     | 家庭戶比例         | 人數（百萬）       |
| ---- | ------------ | ------------- | ---------------- | ---------------- | ------------------ | ------------------ |
| 1    |              | 2025年4月18日 | 9.2%             | 1.733            | 9.2%               | 1.132              |
| 2    |              | 2025年4月19日 | 8.3%             | 1.580            | 8.4%               | 1.024              |
| 3    | 八尺鬼       | 2025年4月25日 | 9.3%             | 1.696            | 9.0%               | 1.030              |
| 4    | 夜光珠       | 2025年4月26日 | 9.2%             | 1.704            | 8.8%               | 1.036              |
| 5    |              | 2025年5月2日  | 8.8%             | 1.615            | 8.2%               | 0.970              |
| 6    |              | 2025年5月3日  | 8.8%             | 1.572            | 8.3%               | 0.902              |
| 7    | 煞           | 2025年5月9日  | 9.8%             | 1.777            | 9.6%               | 1.135              |
| 8    | 臭嘴子       | 2025年5月10日 | 9.5%             | 1.794            | 9.1%               | 1.107              |
| 9    | 13年前       | 2025年5月16日 | 10.7%            | 1.998            | 10.0%              | 1.186              |
| 10   |              | 2025年5月17日 | 9.8%             | 1.893            | 9.3%               | 1.113              |
| 11   | 畢比         | 2025年5月23日 | 8.7%             | 1.605            | 8.1%               | 0.970              |
| 12   | 光暗文集     | 2025年5月24日 | 9.7%             | 1.819            | 9.1%               | 1.063              |
| 13   | 歸魂         | 2025年5月30日 | 9.8%             | 1.690            | 9.3%               | 0.994              |
| 14   | 警鬼石       | 2025年5月31日 | 9.5%             | 1.745            | 9.1%               | 1.044              |
| 15   | 附身         | 2025年6月6日  | 9.4%             | 1.756            | 9.0%               | 1.061              |
| 16   | 螭龍飛向何方 | 2025年6月7日  | 11.0%            | 2.078            | 10.1%              | 1.202              |

### 串流與排行
本劇於Netflix上線首週，即於2025年4月20日登上南韓、馬來西亞、菲律賓、新加坡及泰國等每日TOP 10戲劇排行第一名，在越南、印尼則獲得第二名；雖本劇在Netflix僅於部分國家及地區上架，首週仍進入每週全球TOP 10非英語節目排行第九名；同年5月11日上線第四週，於南韓、印尼、馬來西亞、菲律賓、新加坡、泰國及越南均獲戲劇排行第一名。Wavve於同日獲得第三名，隔日上升為第二名。此外，本劇在日本Lemino的亞洲類別排行第一名；在臺灣HamiVideo的電視劇類別排行第一名；在越南VieON的最高排行第一名；在全球Viki上線後，累計三週之觀看人次於美國、英國、法國、澳洲等89個國家排行第一名。

#### 綜合內容排行
- 2025年4月第4週，獲得第一名[109]。
- 2025年4月第5週，獲得第四名[110]。
- 2025年5月第2週，獲得第一名[111]。

#### 話題性排行
電視劇部分
- 2025年4月第3週，獲得第四名[112]。
- 2025年4月第4週，獲得第六名[113]。
- 2025年5月第1週，獲得第五名[114]。
- 2025年5月第2週，獲得第四名[115]。
- 2025年5月第3週，獲得第五名[116]。
- 2025年5月第4週，獲得第六名[117]。
- 2025年5月第5週，獲得第四名[118]。
- 2025年6月第1週，獲得第五名[119]。

出演者部分
- 2025年4月第3週，陸星材獲得第四名、金知妍獲得第六名[112]。
- 2025年4月第4週，金知妍獲得第六名、陸星材獲得第七名[113]。
- 2025年5月第1週，陸星材獲得第九名、金知妍獲得第十名[114]。
- 2025年5月第2週，陸星材持平第九名[115]。
- 2025年5月第3週，陸星材獲得第七名[116]。
- 2025年5月第4週，陸星材持平第七名[117]。
- 2025年5月第5週，陸星材持平第七名、金知妍獲得第十名[118]。
- 2025年6月第1週，陸星材獲得第八名[119]。

#### TV-OTT搜尋反應排行
電視劇部分
- 2025年4月第3週，獲得第二名[120]。
- 2025年4月第4週，獲得第四名[121]。
- 2025年5月第1週，持平第四名[122]。
- 2025年5月第2週，獲得第二名[123]。
- 2025年5月第3週，持平第二名[124]。
- 2025年5月第4週，獲得第三名[125]。
- 2025年5月第5週，獲得第四名[126]。
- 2025年6月第1週，獲得第五名[127]。

出演者部分
- 2025年4月第3週，陸星材獲得第二名、金知妍獲得第三名、金智勳獲得第十名[120]。
- 2025年4月第4週，金知妍獲得第三名、陸星材獲得第五名[121]。
- 2025年5月第2週，金知妍獲得第三名、孫炳昊獲得第九名[123]。
- 2025年5月第3週，金知妍獲得第五名[124]。

#### 電視劇品牌聲譽排行
- 2025年5月，獲得第二名[128]。
- 2025年6月，獲得第一名[129]。

## 外部連結
- 官方网站  
- NAVER上《鬼宮》的資料
- Daum上《鬼宮》的資料

| SBS 金土劇                             | SBS 金土劇                                 | SBS 金土劇 |
| -------------------------------------- | ------------------------------------------ | ---------- |
|                                        | 鬼宮 （2025年4月18日—2025年6月7日）        |            |
| 寶物島 （2025年2月21日—2025年4月12日） | 我們的電影 （2025年6月13日—2025年7月19日） |            |

| 新加坡、 马来西亚、 印度尼西亞 ONE 星期二至五 21:00 - 22:30（UTC+8） | 新加坡、 马来西亚、 印度尼西亞 ONE 星期二至五 21:00 - 22:30（UTC+8） | 新加坡、 马来西亚、 印度尼西亞 ONE 星期二至五 21:00 - 22:30（UTC+8） |
| -------------------------------------------------------------------- | -------------------------------------------------------------------- | -------------------------------------------------------------------- |
|                                                                      | 鬼宮 （2025年6月12日—2025年7月9日）                                  |                                                                      |
| 我的完美秘書 （2025年4月3日—2025年4月23日）                          | 勞務師盧武鎮 （2025年7月10日—2025年7月25日）                         |                                                                      |